# NBA 2K12
NBA 2K12 est un jeu vidéo de basket-ball développé par Visual Concepts, publié par 2K Sports et sorti en octobre 2011.
Sortie officiellement aux États-Unis le 4 octobre 2011, il est disponible en France depuis le 7 octobre 2011, sur PlayStation 3, Xbox 360, PlayStation 2, Wii, PlayStation Portable, Microsoft Windows, et, pour la première fois, iOS.
Comme le treizième opus de la série NBA 2K , il est le successeur de NBA 2K11 et le prédécesseur de NBA 2K13. Pour la première fois de la série, trois couvertures différentes sont disponibles; les trois athlètes de couverture sont Michael Jordan (qui a également été l’athlète de couverture pour NBA 2K11), Magic Johnson, et Larry Bird. Il s’agit du dernier épisode de la série à sortir pour la PlayStation 2 et le principal concurrent de NBA Elite 12.
NBA 2K12 propose une série de 15 défis qui, une fois réussis, débloquent un nouveau mode. Ces 15 défis offriront aux utilisateurs la possibilité de jouer avec d'anciennes gloires de la NBA.
La différence avec NBA 2K11 est que les visages des joueurs sont plus finement dessinés (rides, poils, ...), que leurs tatouages sont plus précis et que l'on peut voir la sueur sur leurs corps.
En septembre 2011, avant la sortie du jeu, une démo a été publiée pour le PlayStation Network et le Xbox Live. Le jeu dispose d’une bande sonore sous licence composée de 28 chansons. Un concours a eu lieu avant la sortie du jeu, dont les gagnants collaboreraient sur une chanson originale qui figurerait dans le jeu.

## Système de jeu
NBA 2K12 est un jeu de simulation de basket-ball qui s’efforce d’imiter la National Basketball Association. Les joueurs jouent principalement à des matchs de basket-ball NBA avec des joueurs et des équipes réels ou créés. Le jeu dispose de plusieurs détails esthétiques trouvés dans les vrais jeux télévisés de la NBA, tels que les commentaires de Kevin Harlan, Clark Kellogg, et Steve Kerr, rapports de touche de Doris Burke, spectacles à la mi-temps, replays, angles de caméra personnalisables, et d’autres détails.
Avec les modes de jeu standard en ligne et rapide, plusieurs autres modes de jeu sont présents. Le mode « Association » permet au joueur de prendre le contrôle de toute une organisation de la NBA, simulant à travers les saisons, la gestion du personnel, et participer à des activités hors saison, tels que le projet et l’agence libre. Le mode MyPlayer revient, dans lequel le joueur crée son propre joueur de basket-ball. Le joueur personnalise l’apparence, les animations et d’autres aspects de son joueur, et joue tout au long de sa carrière de basket-ball, en améliorant leurs attributs.
L’une des fonctionnalités les plus vantées du jeu est le mode « NBA’s Greatest ». Le mode se concentre sur les équipes et les joueurs de la NBA, et permet au joueur de recréer des moments historiquement significatifs. Le mode comporte des équipes telles que les Los Angeles Lakers 1986-1987, avec Magic Johnson, Kareem Abdul-Jabbar, et d’autres, les Bulls de Chicago 1995-96, dirigé par Michael Jordan, et les 76ers de Philadelphie 1984-85, avec Julius Erving et Moses Malone. Les équipes et les joueurs peuvent être utilisés en dehors du mode « NBA’s Greatest ». Un autre mode est « Créer une légende », similaire au mode MyPlayer, il permet au joueur de jouer tout au long de la carrière d’un vrai joueur, au lieu d’un joueur personnalisable. Le joueur peut jouer avec son joueur sélectionné dans n’importe quelle équipe et commencera en tant que recrue.

## Développement
NBA 2K12 est sorti en octobre 2011 pour Xbox 360, PlayStation 3, PlayStation 2, PlayStation Portable, Nintendo Wii, Microsoft Windows, et, pour la première fois, iOS. a été développé par Visual Concepts et publié par 2K Sports, une filiale de Take-Two Interactive. La première bande-annonce du jeu est sortie en juin 2011. D'autres bandes-annonces ont été publiées dans les mois précédant la sortie du jeu. Une démo du jeu est sortie en septembre 2011 pour le PlayStation Network et le Xbox Live. Trois couvertures différentes sont disponibles pour le jeu. Une première pour la série, les trois athlètes de couverture sont Michael Jordan, Magic Johnson, et Larry Bird. 

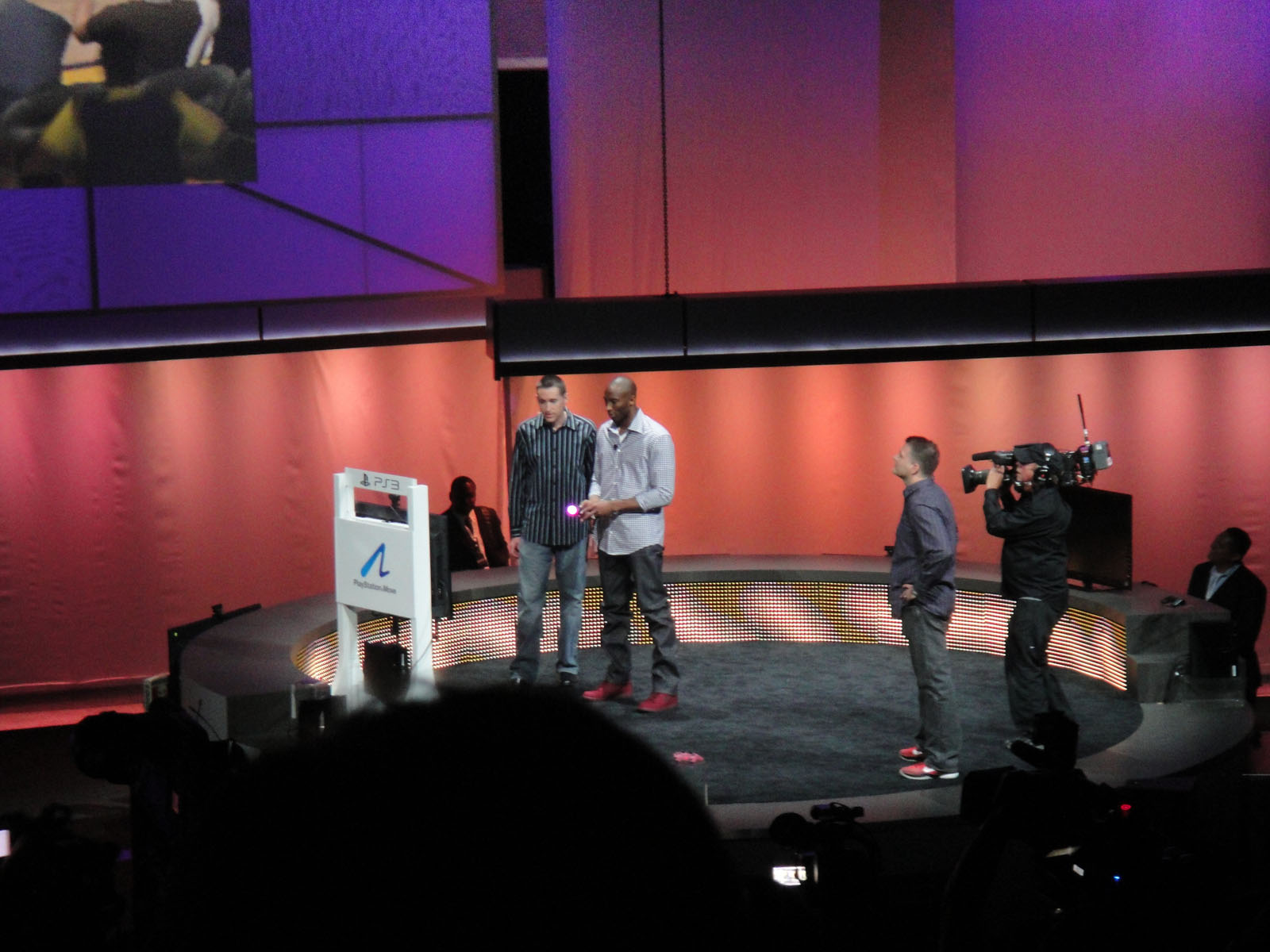
E3 2011 - Sony Media Event - Kobe Bryant des Lakers essaie NBA 2K12

NBA 2K12 a été présenté à l’Electronic Entertainment Expo 2011, avec Kobe Bryant qui a fait une apparition. Duck Down Music et 2K Sports ont organisé une compétition pour un placement de chansons sur la bande originale officielle du jeu. Le producteur Alex Kresovich et le groupe de rap D.J.I.G. ont été nommés les gagnants. « Now’s My Time » de D.J.I.G. et « The Return » de Kresovich sont tous deux apparus sur la bande originale officielle. La bande originale complète se compose de 28 chansons sous licence. 
En raison du lock-out nba de 2011,les recrues prises lors de la draft 2011 de la NBA n’étaient pas à l’origine dans le jeu. Mais après le lock-out a été résolu, ils sont apparus dans les listes téléchargeables.

## Tracklist[6]
- Eminem, Royce Da 5'9" - Fast Lane
- Travis Barker - Let's Go ft. Yelawolf, Twista, Busta Rhymes, Lil' Jon
- CyHi Da Prynce - Sideways (2K Remix)
- Kurtis Blow - Basketball
- Friendly Fires - Skeleton Boy
- Machinedrum - Let It (edIT Remix)
- Aceyalone - Workin' Man's Blues ft. Cee-Lo Green
- Freddie Gibbs - Look Easy (2K Original)
- Chiddy Bang - Here We Go ft. Q-Tip
- Zion I - Many Stylez ft. Rebelution
- Duck Down All Stars - Shout the Winners Out
- Middle Class Rut - New Low
- Bassnectar - Cozza Frenzy
- Ancient Astronauts - Still A Soldier
- Alex K., D.J.I.G. - Now's My Time (2K Original)
- See-I - Haterz
- James Pants - We're Through
- Shinobi Ninja - Rock Hood
- DELS - Shapeshift
- Hudson Mohawke - Thunder Bay (Instrumental)
- Mr. Chop - Intermezzo 2 (Instrumental)
- Kid Mac - Hear You Calling ft. Mat McHugh
- Thunderball - Make Your Move
- The Freeze Tag - The Shuffle (Instrumental)
- The Death Set - It's Another Day
- Project Lionheart - They Come Back
- Jamaica - By The Numbers
- XV - Awesome